# Parvillers-le-Quesnoy

Parvillers-le-Quesnoy este o comună în departamentul Somme, Franța. În 1 ianuarie 2022 avea o populație de 236 de locuitori.